# 備前国の式内社一覧
備前国の式内社一覧（びぜんのくにのしきないしゃいちらん）は、『延喜式』第9巻・第10巻「神名帳上下」（延喜式神名帳）に記載のある神社、いわゆる「式内社」およびその論社のうち、備前国に分類されている神社の一覧。
また『延喜式』神名帳の編纂当時に存在したが同帳に記載の無い神社、いわゆる「式外社」についても付記する。

## 式内社
『延喜式』神名帳では、大社1座1社（名神大社）・小社25座20社の計26座21社を記載。
1）「神名帳」列は、『延喜式 上巻』（大岡山書店、昭和4年、国立国会図書館デジタルコレクション）等における『延喜式』神名帳の記載を基に作成。社名表記は神社史料集成（5を参照）における字体（異体字がある場合には新字体・通用性の高い字体を使用）を基準とした。読みの「-」部分は、「神社」以外で仮名が振られていない部分。「○座」は座数を表し、一座の場合は記載していない。

2）格の「名神大」は名神大社を、「大」は式内大社（名神大社除く）を、「小」は式内小社を意味する。付記は社名とともに記されているもので、一部は「式内社#式内社の社格」を参照。

3）比定社が複数ある場合、最も有力なものを無冠で示し、他の論社には「（論）」を冠した。

4）本来の式内社とは認めがたいものの、式内社を合祀したなどその後継を主張するもの、その他参考の神社には「（参）」を冠した。

| 神名帳                     | 神名帳                   | 神名帳 | 神名帳         | 比定社               | 比定社                       | 比定社         | 集成 |
| 社名                       | 読み                     | 格     | 付記           | 社名                 | 所在地                       | 備考           | 集成 |
| -------------------------- | ------------------------ | ------ | -------------- | -------------------- | ---------------------------- | -------------- | ---- |
| 邑久郡 3座（大1座・小2座） |                          |        |                |                      |                              |                |      |
| 美和神社                   | ミワノ                   | 小     |                | 美和神社             | 岡山県瀬戸内市長船町東須恵   |                |      |
| 片山日子神社               | カタヤマヒコノ           | 小     |                | 片山日子神社         | 岡山県瀬戸内市長船町土師     |                |      |
| 安仁神社                   | アニノ                   | 名神大 |                | 安仁神社             | 岡山県岡山市東区西大寺一宮   | （備前国二宮） |      |
| 赤坂郡 6座（並小）         |                          |        |                |                      |                              |                |      |
| 鴨神社 三座                | カモノ                   | 小     |                | 鴨神社               | 岡山県赤磐市仁堀西           |                |      |
| 宗形神社                   | ムナカタノ               | 小     |                | 宗形神社             | 岡山県赤磐市是里             |                |      |
| 石上布都之魂神社           | イソカミノフツノミタマノ | 小     |                | 石上布都魂神社       | 岡山県赤磐市石上             |                |      |
| 布勢神社                   |                          | 小     |                | 布勢神社             | 岡山県赤磐市仁堀西           |                |      |
| 和気郡 1座（小）           |                          |        |                |                      |                              |                |      |
| 神根神社                   | カミネノ カムネノ        | 小     |                | 神根神社             | 岡山県備前市吉永町神根       |                |      |
| 上道郡 4座（並小）         |                          |        |                |                      |                              |                |      |
| 大神神社 四座              | オホミワノ               | 小     |                | 大神神社 (岡山市)    | 岡山県岡山市中区四御神       |                |      |
| 御野郡 8座（並小）         |                          |        |                |                      |                              |                |      |
| 石門別神社                 | イハトワケノ             | 小     |                |                      |                              |                |      |
| 尾針神社                   | ヲハリ                   | 小     |                | 尾針神社             | 岡山県岡山市北区京山         |                |      |
| 天神社                     | アマツカミノ             | 小     |                | 天神社               | 岡山県岡山市北区三野本町     |                |      |
| 伊勢神社                   | イセノ                   | 小     |                | 伊勢神社             | 岡山県岡山市北区番町         |                |      |
| 天計神社                   | アマハカリノ             | 小     |                | 天計神社             | 岡山県岡山市北区中井町       |                |      |
| 国神社                     | クニツ                   | 小     |                | 国神社               | 岡山県岡山市北区三門中町     |                |      |
| 石門別神社                 |                          | 小     |                |                      |                              |                |      |
| 尾治針名真若比女神社       | ヲハリハリナマワカヒメノ | 小     |                | 尾治針名真若比咩神社 | 岡山県岡山市北区津島本町     |                |      |
| 津高郡 2座（並小）         |                          |        |                |                      |                              |                |      |
| 鴨神社                     | カモノ                   | 小     |                | 鴨神社               | 岡山県加賀郡吉備中央町上加茂 |                |      |
| 宗形神社                   | ムナカタノ               | 小     |                | 宗形神社             | 岡山県岡山市北区大窪         |                |      |
| 児島郡 2座（並小）         |                          |        |                |                      |                              |                |      |
| 鴨神社                     | カモノ                   | 小     |                | 鴨神社               | 岡山県玉野市長尾             |                |      |
| 田土浦坐神社               | タツチウラノ-            | 小     |                | 田土浦坐神社         | 岡山県倉敷市下津井田之浦     |                |      |
| 田土浦坐神社               | タツチウラノ-            | 小     | （論）高島神社 | 岡山県岡山市南区宮浦 |                              |                |      |

## 式外社
『延喜式』神名帳の編纂当時に存在したが、同帳に記載の無い神社。